# Necmettin Erbakan
Necmettin Erbakan (29 d'octubre de 1926  –  27 de febrer 2011) va ser un enginyer turc, professor, polític (finalment líder de partit polític), que fou Primer Ministre de Turquia des de 1996 fins a 1997. Va ser el primer islamista a arribar al càrrec de primer ministre de Turquia. El 1997, sota pressions dels militars, va dimitir del càrrec i més tard el Tribunal Constitucional el vetà per a l'exercici de càrrecs públics.

## Infantesa i educació
Erbakan va néixer a Sinope, a la costa de la mar Negra al nord de Turquia. El seu pare era Mehmet Sabri, un jutge del prestigiós clan Kozanoğlu de Cilícia i la seva mare Kamer era nadiua de Sinope i segona muller de Mehmet Sabri.
Després d'estudiar a l'İstanbul Lisesi, es gradua a la Facultat d'Enginyeria Mecànica de la Universitat Tècnica d'Istanbul el 1948 amb excel·lents qualificacions i obtingué un doctorat per la Universitat Tècnica d'Aquisgrà, Alemanya. Després de retornar a Turquia, Erbakan es convertí en professor a la İTÜ i va ser nomenat catedràtic a la mateixa universitat. Després de treballar un cert temps en un càrrec directiu en el sector industrial, es canvià a la política i va ser elegit diputat per Konya el 1969.
Així com en la seva carrera política, Erbakan també va reeixir en l'enginyeria mecànica i va inventar diversos dispositius. Va ser l'enginyer principal en l'equip que dissenyà el Leopard 1 alemany.

## Activitats polítiques
La ideologia d'Erbakan s'exposa en un manifest, titulat Millî Görüş (Visió Nacional), que publicà el 1969. L'organització islamista del mateix nom, que fundà i del qual és el líder, sosté avui en dia que la paraula nacional s'ha d'entendre en el sentit del monoteisme ecumènic.
Pilar de l'ala religiosa de la política turca des dels anys 1970, Erbakan ha estat el líder d'una sèrie de partits polítics islamistes que va fundar o va inspirar i que van aconseguir una certa rellevància només pel fet de ser prohibits per les autoritats seculars de Turquia. Durant els anys 1970, Erbakan fou president del Partit de Salvació Nacional que, en el moment de màxima esplendor, formà coalició amb el Partit Republicà del Poble de primer ministre Bülent Ecevit durant la crisi de Xipre de 1974.
Arran del cop militar de 1980, Erbakan i el seu partit van ser vetats a la vida política del país. Reemergí després d'un referèndum per alçar la prohibició el 1987 i es convertí en el líder de Refah Partisi (Partit de Benestar). El seu partit es beneficià durant els anys 1990 de l'acritud entre els líders dels dos partits conservadors més prominents de Turquia, Mesut Yılmaz i Tansu Çiller. Liderà el seu partit cap a un sorprenent èxit en les eleccions generals de 1995.

### Activitat com a Primer Ministre
Es convertí en primer ministre el 1996 en coalició amb el Doğru Yol Partisi de Çiller (Partit de la Recta Via), i esdevingué així el primer musulmà devot que ostentà el càrrec de Primer Ministre en la moderna Turquia. Com a primer ministre, intentà de promoure les relacions de Turquia amb les nacions àrabs. A més a més, provà de seguir un programa de benestar econòmic, que estava pensat suposadament per augmentar benestar entre els ciutadans turcs; el govern intentà implementar també una aproximació política multidimensional quant a les relacions amb els països veïns. Dimití per pressions dels militars i el president Süleyman Demirel demanà a Mesut Yılmaz, líder del segon partit més gran, que formés un nou govern.

### Etapa post Primer Ministre
El Refah Partisi d'Erbakan va ser prohibit pels tribunals posteriorment, atès que consideraven que el partit tenia una agenda per promoure el fonamentalisme islàmic en l'estat, i Erbakan va ser exclòs, una vegada més, de la política activa.
Malgrat trobar-se sovint sota prohibició d'activitats polítiques, Erbakan, no obstant això, feia de mentor i assessor informal per a anteriors membres del Refah que fundaren el Fazilet Partisi (Partit de la Virtut) el 1997. El Partit de Virtut va ser declarat anticonstitucional el 2001 i prohibit; abans d'aquell temps la prohibició d'Erbakan en activitats polítiques havia acabat i fundà el Partit de la Felicitat, del qual en fou el líder en 2003-2004 i una altra vegada des de 2010 fins a la seva mort.
Erbakan morí a l'Hospital Güven a les 11:40 (UTC+2) en Çankaya, Ankara, el 27 de febrer de 2011 d'insuficiència cardíaca.

## Ideari
La seva política exterior tenia dos pilars principals: cooperació estreta i unió entre països musulmans i lluita contra el sionisme. Creà el "D-8", per aconseguir una unió econòmica i política forta entre països musulmans. Té vuit membres, incloent-hi Turquia, l'Iran, Malàisia, Indonèsia, Egipte, Bangladesh, el Pakistan i Nigèria. Aquests països constitueixen al voltant d'un 14% de la població del món, amb un total de més de 800 milions de persones.